# 青山七恵
青山 七恵（あおやま ななえ、1983年1月20日 - ）は、日本の小説家。埼玉県大里郡妻沼町（現・熊谷市）出身。筑波大学図書館情報専門学群卒業。2007年、「ひとり日和」で第136回芥川龍之介賞受賞。

## 経歴・人物
埼玉県大里郡妻沼町（現熊谷市）に生まれる。小学生の頃にはアガサ・クリスティーの作品を読んでいた。中学生の頃には川端康成や吉本ばななの作品を読んでおり、また、図書館司書になることを目指すようになる。
1998年4月、埼玉県立熊谷女子高等学校に入学。高校の時に、フランソワーズ・サガン『悲しみよこんにちは』を読み、小説を書きはじめるきっかけとなった。2001年3月、同校卒業。同年4月、図書館情報大学図書館情報学部図書館情報学科に入学。2005年3月、筑波大学図書館情報専門学群卒業。東京都新宿区の旅行会社に入社（芥川賞受賞時も同社に勤務）。
同年、大学在学中に書いた「窓の灯」で第42回文藝賞受賞。2007年、「ひとり日和」で第136回芥川龍之介賞受賞（受賞時年齢23歳11か月）。2009年、短編「かけら」で、第35回川端康成文学賞受賞（歴代最年少での受賞）。2012年から2018年まで群像新人文学賞選考委員を務めていた。2021年から文學界新人賞選考委員。

## 著作

### 単行本
- 『窓の灯』（2005年11月 河出書房新社 / 2007年10月 河出文庫）
  - 【初出】「窓の灯」（『文藝』2005年冬季号） / 「ムラサキさんのパリ」（文庫版のみ収録、書き下ろし）
- 『ひとり日和』（2007年2月 河出書房新社 / 2010年3月 河出文庫）
  - 【初出】「ひとり日和」（『文藝』2006年秋季号） / 「出発」（文庫版のみ収録、『文藝』2009年春季号）
- 『やさしいため息』（2008年5月 河出書房新社 / 2011年4月 河出文庫）
  - 【初出】やさしいため息（『文藝』2008年春季号） / 松かさ拾い（『文藝』2008年夏季号）
- 『かけら』（2009年9月 新潮社 / 2012年7月 新潮文庫）
  - 【初出】かけら（『新潮』2008年11月号） / 欅の部屋（『すばる』2009年1月号） / 山猫（『新潮』2009年8月号）
- 『魔法使いクラブ』（2009年11月 幻冬舎 / 2012年4月 幻冬舎文庫）
- 『お別れの音』（2010年9月 文藝春秋 / 2013年9月 文春文庫）
  - 【初出】新しいビルディング（『文學界』2008年8月号） / お上手（『文學界』2009年1月月） / ニカウさんの近況（『文學界』2009年5月号） / うちの娘（『新潮』2010年1月号） / 役立たず（『文藝』2010年夏季号） / ファビアンの家の思い出（『文學界』2010年2月号）
- 『わたしの彼氏』（2011年3月 講談社 / 2015年2月 講談社文庫）
  - 【初出】『群像』2010年1月号 - 2010年12月号
- 『あかりの湖畔』（2011年11月 中央公論新社 / 2014年12月 中公文庫）
  - 【初出】『読売新聞』夕刊 2010年7月 - 2011年4月
- 『花嫁』（2012年2月 幻冬舎 / 2015年4月 幻冬舎文庫）
  - 【初出】『GINGER L.』2010 WINTER 01 - 2011 AUTUMN 04
- 『すみれ』（2012年6月 文藝春秋 / 2015年3月 文春文庫）
  - 【初出】『文學界』2012年1月号
- 『快楽』（2013年5月 講談社 / 2015年7月 講談社文庫）
  - 【初出】『群像』2013年3月号
- 『めぐり糸』（2013年12月 集英社 / 2017年1月 集英社文庫）
  - 【初出】『すばる』2011年11月号 - 2013年6月号
- 『風』（2014年5月 河出書房新社 / 2017年4月 河出文庫）
- 『繭』（2015年8月 新潮社 / 2018年7月 新潮文庫）
  - 【初出】『新潮』2014年3月号 - 2015年4月号
- 『鉢かづき (「現代版」絵本御伽草子) 』絵：庄野ナホコ（2015年12月 講談社）絵本、大型本
- 『わたし、お月さま』絵：刀根里衣（2016年11月 NHK出版）絵本、大型本
- 『ハッチとマーロウ』（2017年5月 小学館 / 2020年4月 小学館文庫）
- 『踊る星座』（2017年10月 中央公論新社 / 2020年7月 中公文庫）
- 『ブルーハワイ』（2018年7月 河出書房新社）
- 『私の家』（2019年10月 集英社 / 2022年12月 集英社文庫）
- 『みがわり』（2020年10月 幻冬舎 / 2023年1月 幻冬舎文庫）
- 『はぐれんぼう』（2022年9月 講談社）
- 『前の家族』（2023年7月 小学館 / 2025年7月 小学館文庫）
- 『記念日』（2025年4月 集英社）

### 単行本未収録作品
- 実習生豊子（『群像』2009年2月号）
- ダンス（『新潮』2013年1月号）

### アンソロジー
「」内が収録されている青山七恵の作品
- 村上春樹への12のオマージュ いまのあなたへ（2014年5月 NHK出版）「ヨーの話」
- ラブソングに飽きたら（2015年2月 幻冬舎文庫）「山の上の春子」

## 対談・鼎談など
- 青山七恵×磯﨑憲一郎対談『これから小説を書く人たちへ』（『文藝』2009年冬号）
- 青山七恵×藤野可織対談『「おはなし」への恩返し』（『すばる』2014年3月号）[11]
- 青山七恵×野崎歓×綿矢りさ鼎談『文学と、たかが恋愛されど恋愛』（『群像』2012年9月号）[12]